# バドル級コルベット
バドル級コルベット（英語: Badr-class corvettes）は、サウジアラビア海軍のコルベットの艦級。

## 設計
本級は、アメリカ海軍の域外調達（OSP）によって建造されてサウジアラビア海軍に引き渡されるという形態をとっているため、アメリカ合衆国の船体分類記号も付与されている。発注は1977年8月30日に行われており、4隻がワシントン州タコマのシアトル・タコマ造船所で建造された。ただし重量過大のために、計画は当初予定より遅延した。
船型としては平甲板型が採用された。艦の安定化のため、フィンスタビライザーを備えている。主機関としては、巡航機としてドイツのMTUフリードリヒスハーフェン社製MTU 12V652 TB91ディーゼルエンジン（1,530馬力）2基、高速機としてアメリカ合衆国のゼネラル・エレクトリック社製LM2500ガスタービンエンジン（23,000馬力）1基を搭載し、減速機を介して2軸の可変ピッチ・プロペラを駆動するCODOG方式が採用された。

## 装備
艦の装備は、おおむねオリバー・ハザード・ペリー級ミサイルフリゲートからMk.13ミサイル単装発射機とLAMPS、戦術曳航ソナーを省いて、艦の規模にあわせて縮小再配置したものとなっている。ただし対空捜索レーダーは、より旧式のAN/SPS-40Bに変更されており、これは艦中央のラティス・マスト頂部に設置された。
主砲としては76mmコンパット砲が艦首甲板に設置されており、これを管制する砲射撃指揮装置（GFCS）としてはMk.92 mod.5が艦橋上に設置される。
また艦橋構造物直後の後甲板にはMk.32 mod.5 3連装短魚雷発射管が両舷に設置されており、ここからはMk.46 mod.2短魚雷を発射することができる。これを管制する水中攻撃指揮装置（UBFCS）としてはMk.309が搭載されている。魚雷発射管の後方にはハープーン艦対艦ミサイルの4連装発射筒が、その後方にはファランクス 20mmCIWS（Mk.15 ブロック0）が備えられている。
また1990年代後半には、戦術データ・リンクとして一般商用のリンクWに対応する改修が行われた。

## 同型艦一覧
| 米海軍 船体番号 | #   | 艦名                            | 起工       | 就役       |
| --------------- | --- | ------------------------------- | ---------- | ---------- |
| PCG-1           | 612 | バドル HMS Badr                 | 1979年5月  | 1981年9月  |
| PCG-2           | 614 | アル・ヤルムーク HMS Al Yarmook | 1979年12月 | 1982年5月  |
| PCG-3           | 616 | ヒッティーン HMS Hitteen        | 1980年5月  | 1982年10月 |
| PCG-4           | 618 | タブーク HMS Tabuk              | 1980年9月  | 1983年1月  |